# Liste der Monuments historiques in Montberthault
Die Liste der Monuments historiques in Montberthault führt die Monuments historiques in der französischen Gemeinde Montberthault auf.

## Liste der Objekte
| Bezeichnung        | Beschreibung                                                       | Standort                              | Kennzeichnung | Schutzstatus | Datum | Bild |
| ------------------ | ------------------------------------------------------------------ | ------------------------------------- | ------------- | ------------ | ----- | ---- |
| Glocke             | Bronze, 1772 gegossen                                              | in der Kirche St-Jean-Baptiste (Lage) | PM21001547    | Classé       | 1943  |      |
| Kruzifix           | Holz, farbig gefasst, 17. Jahrhundert                              | in der Kirche St-Jean-Baptiste (Lage) | PM21003513    | Inscrit      | 1974  |      |
| Kreuzigungsfenster | Buntglas, Anfang des 16. Jahrhunderts, modern neu zusammengestellt | in der Kirche St-Jean-Baptiste (Lage) | PM21001548    | Classé       | 1967  |      |